# Babe I'm Gonna Leave You
"Babe I'm Gonna Leave You"는 원래 1950년대 말에 앤 브레든에 의해 작곡된 전통 포크 곡이다. 1962년에는 존 바에즈의 앨범에 수록된 적이 있고(크레디트에는 전통곡이라 기록됨), 영국 록 밴드인 레드 제플린의 데뷔 앨범인 Led Zeppelin에 수록되었다.

## 레드 제플린 버전
밴드는 이 곡의 존 바에즈 버전을 듣고 영감을 얻었다고 한다. 기타리스트 지미 페이지와 보컬리스트 로버트 플랜트는 모두 존 바에즈의 대단한 팬이었다고 한다. 그들은 존 바에즈의 앨범을 보고 똑같이 크레디트에 'Traditional'이라고 적고, 옆에 페이지가 편곡했다고 적어두었다. 하지만, 1980년대에 브레든은 자기가 이 곡을 작곡했다고 주장했고, 1990년대부터는 크레디트에 '페이지/플랜트/브레든'이라고 올라갔고, 브레든은 곡에 대한 로열티를 받았다.
포크 송에 존 본햄의 강력한 드럼, 간주 중의 사이렌 등 일견 전통적이고 보수적인 곡에 실험적인 사운드를 가미하는 방법론은 이후에도 제플린의 음악이 왜 단순히 헤비 메탈의 영역만으로 정의될 수 없는지 보여준다.

## 구성
- 로버트 플랜트 : 리드 보컬
- 지미 페이지 : 기타
- 존 폴 존스 : 베이스 기타
- 존 본햄 : 드럼